# Stejarii seculari de la Breite
Stejarii seculari de la Breite este o arie protejată de interes național ce corespunde categoriei a IV-a IUCN (rezervație naturală de tip mixt), situată în Transilvania, pe teritoriul județului Mureș. 

## Localizare
Aria naturală se află în Podișul Târnavelor, în extremitatea sudică a județului Mureș (aproape de limita de graniță cu județul Sibiu), pe teritoriul administrativ al orașului Sighișoara, în imediata apropiere de drumul județean DJ106, care leagă municipiul de localitatea Șaeș.

## Descriere
Rezervația naturală a fost declarată arie protejată prin Legea Nr.5 din 6 martie 2000, publicată în Monitorul Oficial al României, Nr.152 din 12 aprilie 2000, privind aprobarea Planului de amenajare a teritoriului național - Secțiunea a III-a - zone protejate și are o suprafață de 70 hectare.

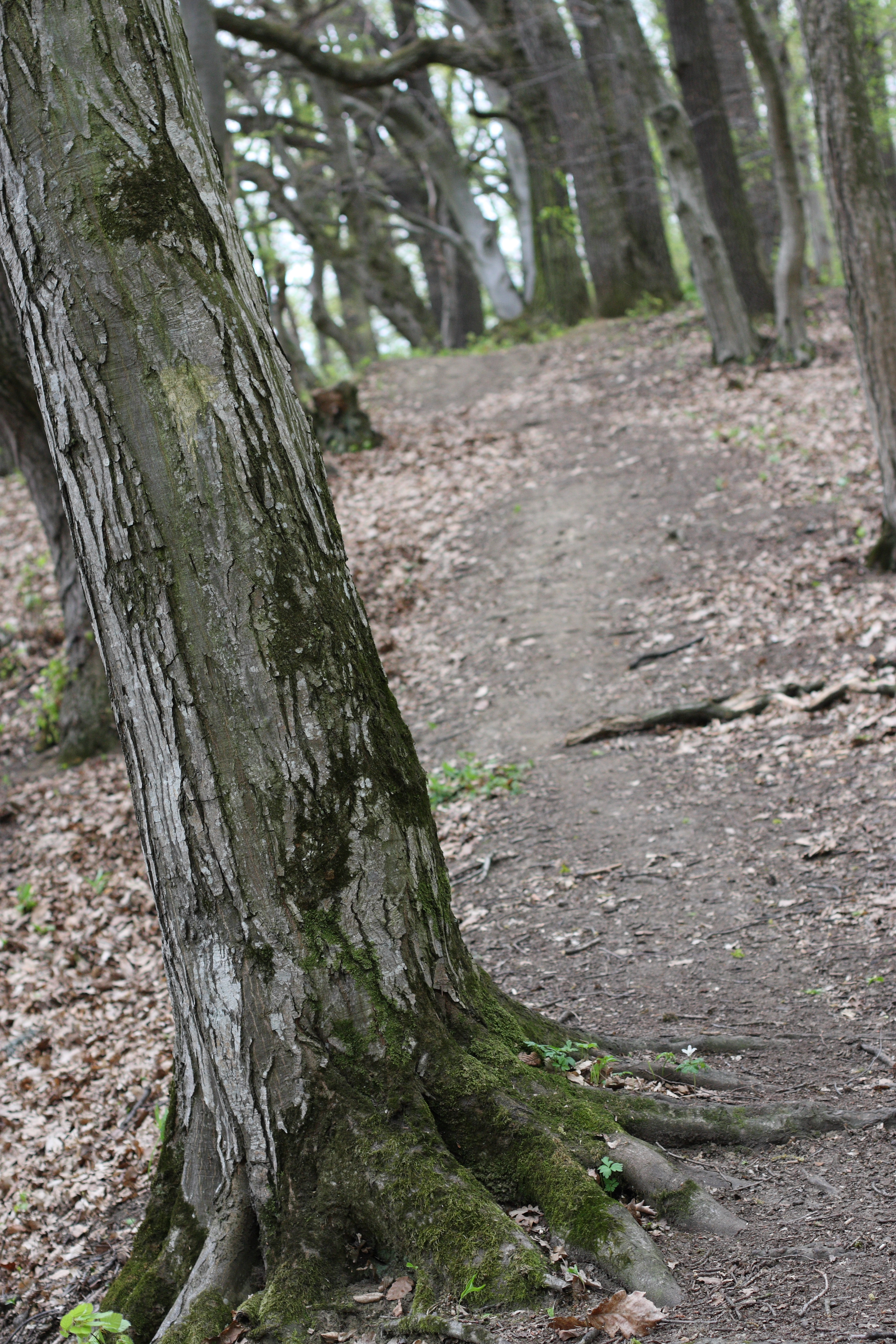
Imagine din rezervaţie

Arealul "Stejarii seculari de la Breite"  este inclus în situl de importanță comunitară - Sighișoara - Târnava Mare și reprezintă o zonă de deal din etajul gorunetelor, acoperită cu pășuni colinare și specii de stejari (Quercus robur) și goruni (Quercus petraea) seculari, cu vârste cuprinse între 400 și 600 de ani. 
La nivelul ierburilor vegetează mai multe rarități floristice; printre care: stupiniță (Platanthera bifolia), buhai (Listera ovata), orhidee (Dactylorhiza incarnata), rușuliță (Hieracium aurantiacum), mușcata-dracului (Knautia arvensis), ghințură (Gentiana pneumonanthe), sclipeți (Potentilla erecta), ruin (Succisa pratensis), floarea-cucului (Lychnis flos-cuculi), sorboștea (Sanguisorba officinalis), crețușcă (Filipendula ulmaria), untul-vacii (Orchis morio) sau diferite specii de rogozuri. 

## Monumente și atracții turistice
În vecinătatea rezervației naturale se află câteva obiective de interes istoric, cultural și turistic; astfel:

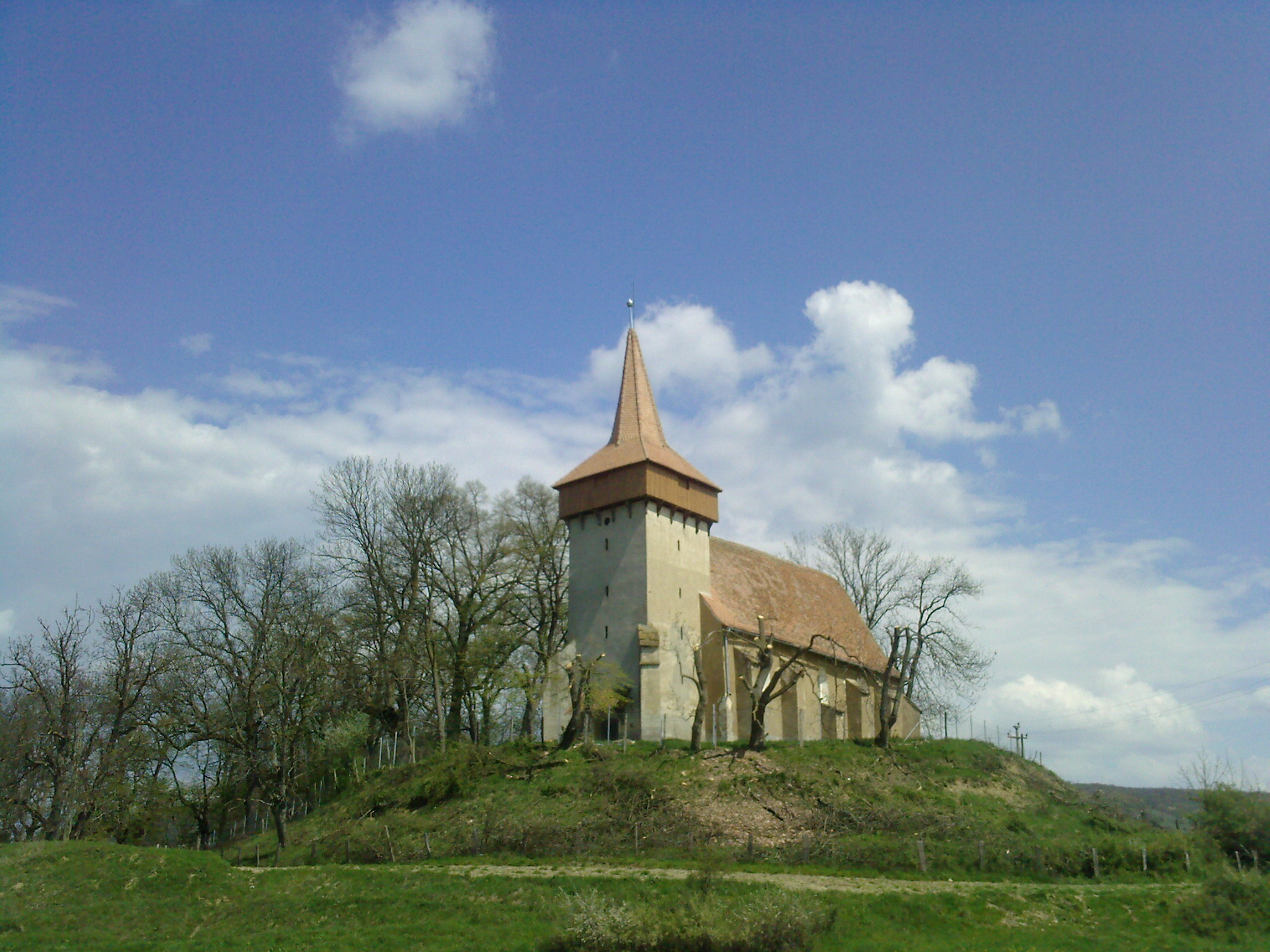
Biserica evanghelică din Hetiur

- Ansamblul fortificat din Sighișoara (Ansamblu fortificații: intrarea fortificată, Turnul cu Ceas, Turnul Tăbăcarilor, Turnul Cositorarilor, Turnul Frânghierilor, Turnul Măcelarilor și Bastionul Castaldo, Turnul Cojocarilor, Turnul Croitorilor, Turnul Cizmarilor, Turnul fierarilor, curtinele), construcție sec. XIV - XVIII, monument istoric (cod LMI MS-II-a-A-15805).
- Centrul istoric al municipiului Sighișoara, incluzând zona înscrisă în Lista Patrimoniului Mondial al UNESCO, monument istoric (cod LMI MS-II-s-A-15806).
- Biserica evanghelică-luterană fortificată "Nașterea Maicii Domnului" din Hetiur, construcție secolul al XV-lea, monument istoric (cod LMI MS-II-m-A-15699).
- Biserica ortodoxă "Buna Vestire" din Hetiur, construită în anii 1808-1809, monument istoric (cod LMI MS-II-m-A-15698).
- Ariile protejate: Podișul Hârtibaciului și Sighișoara - Târnava Mare, situri de importanță comunitară incluse în rețeaua ecologică europeană, Natura 2000în România.